# الرايات البيضاء
الرايات البيضاء أو الرايات البيض (بالكردية: ئاڵاى سپى)‏ هي جماعة متمردة نشيطة في شمال العراق مناهضة للحكومة العراقية، تتألف من أعضاء سابقين في تنظيم داعش، وأعضاء من جماعات كردية أخرى ليس لها صلة بحكومة إقليم كردستان. لوحظ ظهورهم لأول مرة خلال معركة كركوك في أكتوبر 2017، عندما قامت القوات العراقية بتأمين منشأة جامبور النفطية. حيث استعادت الحكومة الفيدرالية العراقية السيطرة على الأراضي المتنازع عليها والتي سيطرت عليها حكومة إقليم كردستان.

## التكتيكات الحربية
يعتبر المسؤولون العراقيون الرايات البيضاء منظمة إرهابية. في أواخر عام 2017 اتهم نائب تركماني قادة أكراد بدعم الجماعة، وقد نفت حكومة إقليم كردستان ذلك. كان زعيم الجماعة هيوا شور، وهو مقاتل أوائل الأربعينيات من عمره، عضوًا سابقًا في القاعدة في العراق لكنه اختلف مع خطط الخلافة الطموحة لداعش، لذا ترك التنظيم مع مقاتل تركماني من محافظة ديالى. تستخدم المجموعة أساليب حرب العصابات المختلفة مثل نصب الكمائن واستخدام العبوات الناسفة، كما تستخدم قذائف الهاون والصواريخ. تعمل الجماعة في وحول طوز خورماتو، وشنت هجمات متكررة على حقول النفط والطرق في المنطقة.